# Lucia Migliaccio

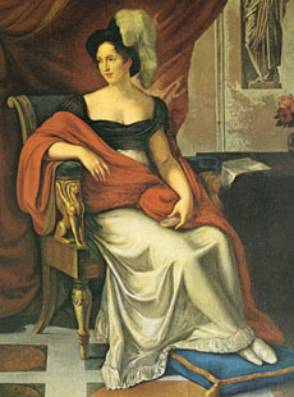
Lucia Migliaccio

Lucia Migliaccio, född 1770, död 1826, var morganatisk gemål till kung Ferdinand I av Bägge Sicilierna. 
Hon var dotter till Vincento Migliaccio och Doretta Borgia och gifte sig med prins Benedict III Grifeo av Partanna. 
Den 27 november 1814 gifte hon sig med Ferdinand I av Bägge Sicilierna i Palermo på Sicilien. Äktenskapet var morganatiskt, och Lucia fick därför inte titeln drottning. Ferdinands första maka Maria Karolina av Österrike hade dött i 8 september samma år. 
Maria Karolina hade ansetts vara rikets verkliga regent, men Lucia var inte politiskt aktiv och hade bara ett begränsat inflytande. Ferdinand hade själv i praktiken i allt utom namnet överlåtit makten till sin son Frans. Den 8 december 1815 återförenades Neapel och Sicilien, och Lucia följde Ferdinand till Neapel, där Frans blev sin fars regent och hon officiell gemål. Lucia och Frans ska inte ha kommit väl överens. 
1823 lät Ferdinand uppföra två villor i nyklassistisk stil, Villa Floridiana och Villa Lucia, bredvid varandra i en park, där paret bodde till sin död. 